# Comunità della Valle dei Laghi

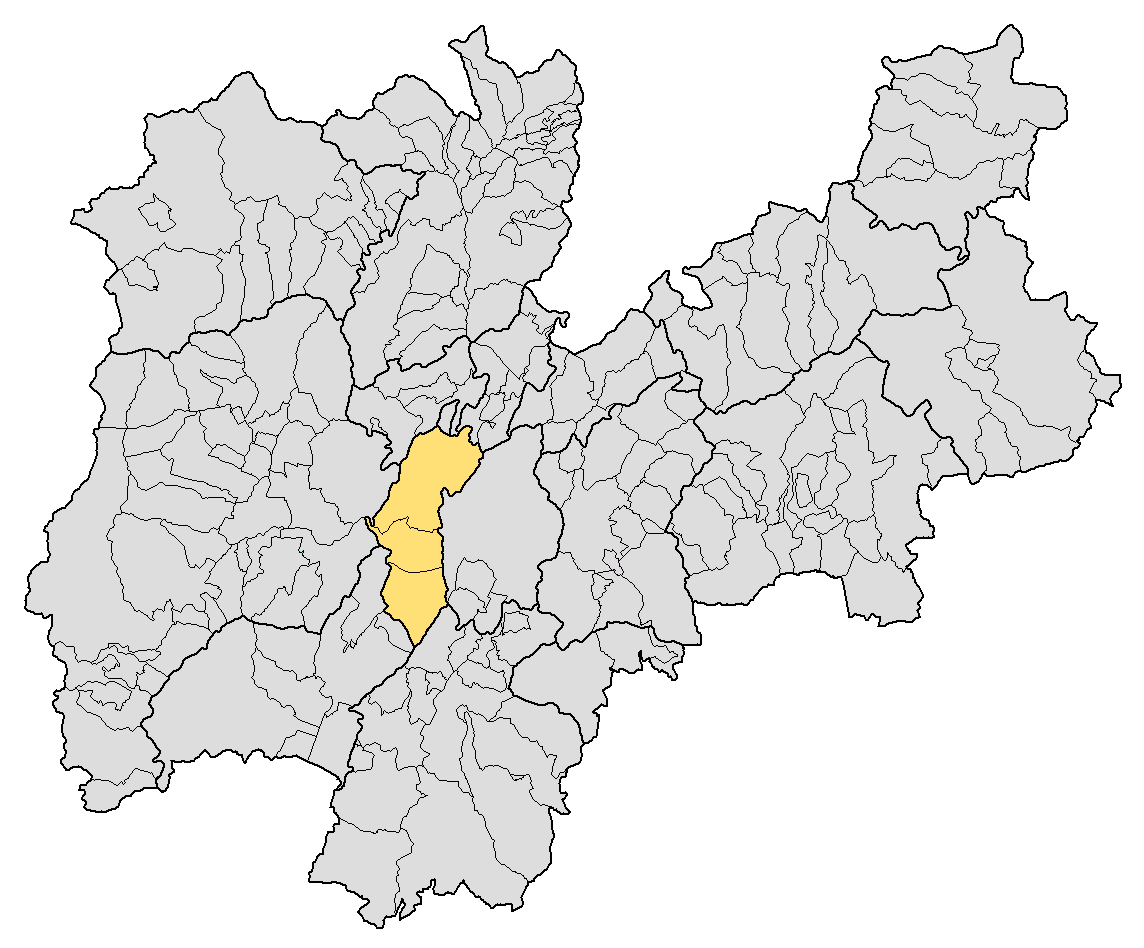
Lage der Comunità della Valle dei Laghi in der Autonomen Provinz Trient

Die Comunità della Valle dei Laghi (italienisch für Gemeinschaft des Tals der Seen) ist eine Talgemeinschaft der Autonomen Provinz Trient. Der Gemeindeverband hat seinen Verwaltungssitz in der Gemeinde Vallelaghi in der Fraktion Vezzano.

## Lage
Die Talgemeinschaft Valle dei Laghi umfasst die Gemeinden im gleichnamigen Valle dei Laghi nördlich des Lago di Cavedine sowie die Gemeinden im parallel verlaufenden Valle di Cavedine. Sie liegt westlich der Etsch und wird zum Etschtal hin an ihrer Ostseite von der Monte Bondone-Monte Stivo Gruppe eingegrenzt. Im Nordwesten bildet das Massiv der Paganella und im Südwesten die Monte Casale-Monte Brento Gruppe die natürliche Grenze zu den Äußeren Judikarien. Zwischen beiden liegt die von der Sarca tief erodierte Schlucht von Limarò. Im Süden grenzt die Talgemeinschaft Valle dei Laghi zwischen dem Lago di Cavedine, dem Bergsturz Marocche di Dro und dem Ort Pietramurata an die südlich anschließende Talgemeinschaft Comunità Alto Garda e Ledro. Im Norden reicht die Talgemeinschaft Valle dei Laghi bis zur Avisio Mündung im Etschtal südwestlich von Lavis. Dort liegt mit 192 m s.l.m. auch der tiefste Punkt in der Talgemeinde, während der höchste der Monte Cornetto südlich des Monte Bondone mit 2178 m s.l.m. ist. Die Talgemeinschaft hat eine Gesamtfläche von 139,61 km².

## Gemeinden der Comunità della Valle dei Laghi
Zur Talgemeinschaft Valle dei Laghi gehören folgende drei Gemeinden:
| Wappen | Gemeinde   | Bevölkerung 1 | Höhe  | Fläche 2 | Lage |
| ------ | ---------- | ------------- | ----- | -------- | ---- |
|        | Cavedine   | 3.070         | 504 m | 38,23    | ⊙    |
|        | Madruzzo   | 2.991         | 463 m | 28,93    | ⊙    |
|        | Vallelaghi | 5.256         | 385 m | 72,46    | ⊙    |

## Schutzgebiete
Auf dem Gebiet der Talgemeinschaft Valle dei Laghi befinden sich vier Natura 2000 Schutzgebiete.